# Marco (moneda)

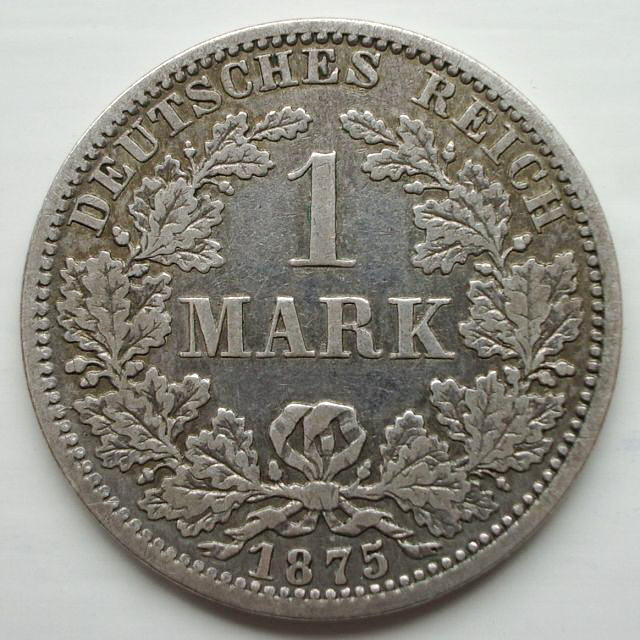
Marco alemán (mark) de 1875.

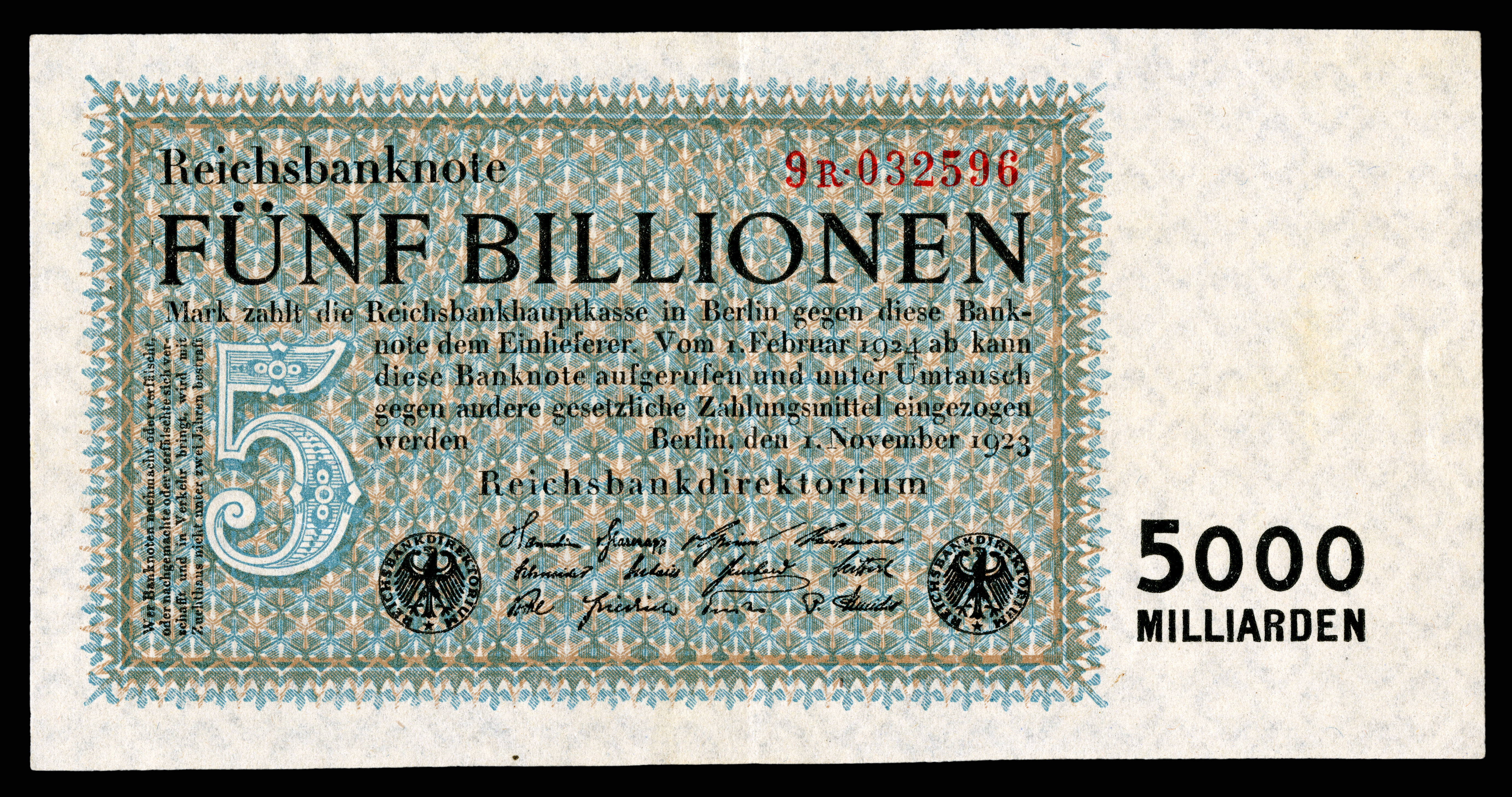
Billete de 5 billones de marcos de 1923.

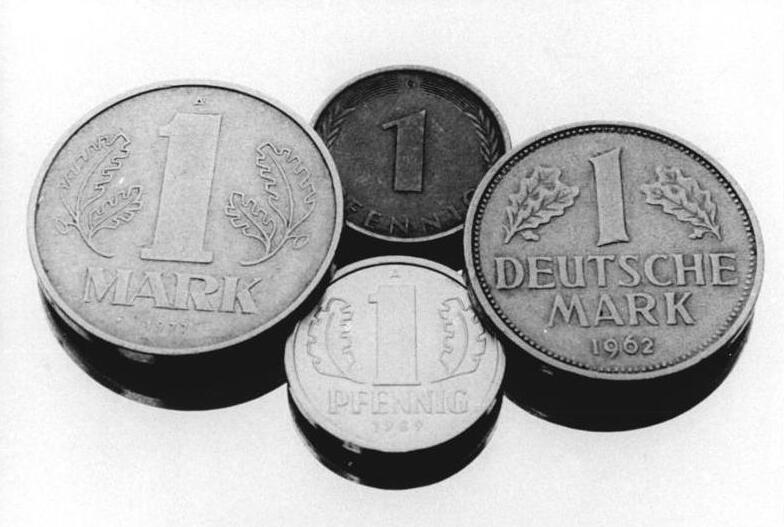
1 marco de la República Democrática Alemana (1977) y 1 marco alemán (1962) junto a dos pfennigs.

El marco fue una moneda, unidad monetaria o unidad de cuenta en diferentes naciones. Se denominó así por estar basada en el antiguo marco como patrón de peso. La palabra proviene de una combinación de palabras teutónicas / germánicas, latinizadas en el latín postclásico del siglo IX como marca, marcha, marha o marcus.
El marco (mark) como unidad de peso medieval fue fundamentalmente utilizada para el oro y la plata en la Europa occidental y, aproximadamente equivale a 8 onzas. Sin embargo, se produjeron variaciones considerables a lo largo de la Edad Media.  

## Historia

### Alemania
En el norte de Alemania (especialmente en Hamburgo) y Escandinavia, el marco fue una unidad de cuenta de 8 onzas o aproximadamente 249 g, pero también una moneda, con un valor de 16 chelines (schillings o skillings) (sin relación con el posterior chelín austriaco del siglo XX). 
En un intento por evitar la devaluación de la moneda, se fundó en 1619 el Banco de Hamburgo (Hamburger Bank) , siguiendo el ejemplo del Banco de Ámsterdam. Ambos bancos establecieron una dinero de cuenta estable. La unidad de cuenta de Hamburgo fue el Mark Banco. Se acreditó a cambio de la venta de lingotes (bullion) o como crédito contra garantía. No se emitieron monedas ni billetes, sino que se abrieron cuentas mostrando un saldo acreedor. Los titulares de cuentas podrían usar sus saldos de crédito enviando remesas a otras cuentas o girando letras de cambio contra ellas. Estas letras circulaban y podían ser transferidas por endoso, y eran aceptadas como pago. También podían ser redimibles. Este dinero corriente resultó ser muy estable.
Después de la unificación alemana en 1871, el país adoptó el marco de oro alemán (oficialmente conocido como mark) como su moneda en 1873. El nombre fue tomado del Mark Banco. Inicialmente, las monedas y billetes de las diversas monedas predecesoras, como el tálero (thaler), el kreuzer y el florín (gulden de Alemania Meridional), continuaron circulando y se hicieron equivalentes a múltiplos fijos de la nueva unidad de cuenta, de manera similar al período de introducción del euro entre 1999 y 2002. Las monedas nominadas en marcos oro se emitieron por primera vez en 1871 y gradualmente fueron reemplazando a las monedas antiguas. El Marco Banco se convirtió con paridad con el nuevo marco de oro. El Banco de Hamburgo se incorporó como filial del recién fundado en 1876 Reichsbank, emitiendo billetes nominados en marcos oro.
En 1914, el Reichsbank dejó de exigir garantías de primera clase (por ejemplo, letras de cambio de calidad o bonos cubiertos como cédulas hipotecarias (Pfandbriefe) al proporcionar crédito a los prestatarios. El marco de oro se convirtió entonces en una moneda débil, siendo conocido coloquialmente como el marco de papel (Papiermark), para financiar el esfuerzo de guerra. En 1918 no se restableció la política de dinero sólido de antes de la guerra, y la política continuada de dinero relajado dio lugar a la inflación y, en 1923, a la hiperinflación. 
A fines de 1923, cuando el marco de papel apenas tenía valor, fue reemplazada por una nueva moneda, el Rentenmark (valorado en 1.000.000.000.000 de Papiermark). La nueva moneda fue emitida por el recién fundado Rentenbank como crédito a los prestatarios, pero requiriendo garantías en forma de derechos de primera clase sobre bienes raíces. En 1924, el Reichsbank dejó de proporcionar crédito sin restricciones contra letras financieras sin valor y vinculó su nueva moneda, el Reichsmark, al Rentenmark estable. El Reichsbank limitó sus préstamos, de tal modo que el Reichsmark se mantuvo a la par con el Rentenmark estable. Las monedas continuaron existiendo en paralelo, y ambas se abreviaron como RM.
En 1934, la intención original fue retirar el Rentenmark, pero el gobierno nazi decidió continuar utilizando el Rentenmark, que gozaba de una confianza considerable debido a su estabilidad. Sin embargo, los nazis sobreemitieron deliberadamente ambas monedas para financiar inversiones en infraestructura por parte del estado, y expandieron el empleo y los gastos gubernamentales como fue el caso, en armamentos. En 1935, las leyes limitaban los aumentos de precios, salarios y rentas para contener la inflación. Se establecieron importantes impuestos adicionales a los propietarios de bienes raíces (1 billón de RM en 1936), y con motivo del antisemita Pogrom de noviembre (Kristallnacht) sobre los judíos alemanes (1 billón de RM en 1938), no se pudo estabilizar la economía por mucho tiempo. El inicio de la Segunda Guerra Mundial se utilizó para justificar los controles sobre precios y el racionamiento. De este modo, la inflación fue ocultada oficialmente y se expresó como un ahorro agregado de la población cada vez mayor, que solo podía gastar sus ganancias en raciones limitadas de bienes a precios artificialmente bajos. Sin embargo, la inflación podría verse claramente en el aumento de los precios en el mercado negro. Durante la guerra, la economía alemana fue soportada por el botín de guerra de los países ocupados, continuado hasta cierto punto, hasta 1944. Al final de la guerra, el exceso de billetes y monedas (3,9 billones de RM en 1933, 60 billones de RM en 1945) se hizo evidente, mostrado abiertamente en los inflados precios del mercado negro.
Desde 1944, los aliados imprimieron marcos de ocupación (también llamados "marcos militares"), decretando que debían ser aceptados a la par del Rentenmark y el Reichsmark. Se emitieron billetes por un valor de 15 a 18 billones de marcos militares para las compras de las fuerzas de ocupación en Alemania y para los salarios de los soldados. En junio de 1948, los marcos militares fueron desmonetizados como parte de las reformas monetarias de Alemania Occidental y Alemania Oriental. En junio de 1947, las fuerzas de ocupación francesas en el Protectorado del Sarre introdujeron el "marco del Sarre", con un valor a la par del Rentenmark y el Reichsmark. En noviembre de 1947, fue reemplazado por el franco del Sarre. 
El 21 de junio de 1948, el Bank deutscher Länder introdujo el Deutsche Mark (marco alemán) en las zonas occidentales de ocupación en Alemania, que luego formarían Alemania Occidental. El 23 de junio de 1948, el Deutsche Emissions- und Girobank de la zona de ocupación soviética (que más tarde formaría Alemania Oriental) siguió su ejemplo, emitiendo su propio marco alemán (conocido como marco de la Alemania Oriental, Mark u Ostmark), que más tarde sería llamado oficialmente como Mark der Deutschen Notenbank (1964–67) y luego marco de la República Democrática Alemana o Mark der DDR (1968–90). Sería reemplazado por el marco alemán (occidental) cuando Alemania se reunificó en 1990.
El marco alemán fue reemplazado por el euro, primeramente como moneda contable el 1 de enero de 1999, a un ratio de conversión de 1.95583 marcos por euro. Los billetes y monedas nominados en marcos representaban al euro a ese tipo de conversión y permanecieron vigentes hasta el 1 de enero de 2002, cuando fueron reemplazados por billetes y monedas en euros.

### Francia
Durante el reinado de Felipe I de Francia que se hizo habitual pesar el oro y plata con la unidad denominada marco (marc) que en Francia equivalía a 244,752 g u 8 onzas (francesas) de 30,594 g.
En Francia, el valor de esta moneda ha variado según las épocas. Se puede estudiar el valor del marco de plata en livres tournois desde el año 1200 hasta 1789. De 1456 a 1461, el año de la muerte de Carlos VII de Francia, el marco de oro valía cien libras francesas (livres) y el marco de plata, ocho libras y quince  sous o soles.

### Inglaterra y Escocia
En Inglaterra, el 'marco' nunca existió como moneda, sino que fue solo una unidad de cuenta. Aparentemente fue introducido en el siglo X por los danos. Según fuentes del siglo XIX, inicialmente era equivalente a 100 peniques, pero después de la conquista normanda de Inglaterra en 1066, el marco equivalía a 160 peniques o 2/3 de una libra esterlina o 13 chelines y 4 peniques.
En Escocia, el merk escocés fue una moneda de plata de ese valor, emitida primero en 1570 y posteriormente en 1663.

## Lista de monedas denominadas 'marco', 'mark' o similar
- En Alemania:
  - Desde el siglo XI: el marco Kölner (Kölner Mark), utilizada en el electorado de Colonia.
  - 1319: el marco de Sundische (Sundische Mark), acuñado y utilizado por las ciudades de Stralsund y Pomerania de la Liga Hanseática de Alemania del Norte.
  - 1502: el marco de Lübeck (Lübische Mark), acuñación uniforme para las ciudades hanseáticas wendas de Lübeck, Hamburgo, Wismar, Lüneburg, Rostock, Stralsund, Anklam, entre otras, que se unieron a la Unión de acuñaciones de los Wendos (Wendischer Münzverein).
  - 1502: Courant Mark, acuñación uniforme en las ciudades de la Liga Hanseática del norte de Alemania, parte de la  Unión de acuñaciones de los Wendos, y precursora del Reichsmark y el Deutsche Mark
  - 1619–1873: Mark Banco de Hamburgo.
  - 1873–1914: marco de oro alemán, la moneda del Imperio Alemán.
  - 1914–1923: marco de papel alemán (Papiermark).
  - 1923–1948: Rentenmark alemán.
  - 1924–1948: Reichsmark alemán
  - 1944–1948: marco militar de las fuerzas de ocupación aliadas.
  - 1947: marco del Sarre.
  - 1948–1990: marco de Alemania Oriental
  - 1948–2002: marco alemán, también llamado Deutsche Mark o D-Mark, y abreviadamente DM.

- Otras monedas históricas:
  - merk escocés, antigua moneda de plata de Escocia.
  - marco sueco, acuñado entre 1532–1776 pero usado como unidad de cuenta desde el medievo.
  - 1860–2002: markka finlandés.
  - 1884–1911: marco de Nueva Guinea.
  - 1884–1915: marco del África alemana del Sudoeste.
  - 1916–1918: marco del África del Sudoeste.
  - 1917–1924: marka polaco.
  - 1918–1927: marco estonio.

- Desde 1998, el Marco convertible bosnioherzegovino.